# Piqueras
Piqueras est une commune d'Espagne de la province de Guadalajara dans la communauté autonome de Castille-La Manche.

## Personnalités liées à la ville
- Faustino Rupérez, coureur cycliste vainqueur du Tour d'Espagne 1980, est né à Piqueras.